# Tsegede
Tsegede est un des 36 woredas de la région du Tigré.